# Mr. Lif
Jeffrey Haynes, znany pod pseudonimem Mr. Lif (ur. 28 grudnia 1977 w Bostonie, stan Massachusetts) – amerykański raper i producent muzyczny.

## Życiorys i twórczość
Jeffrey Haynes dorastał na przedmieściach Bostonu, Brighton, w rodzinie z niższej klasy średniej. Jego rodzice zgromadzili niezbędne środki finansowe, aby wysłać go do szkoły przygotowawczej, a później na Colgate University. Ponieważ na uczelni nie czuł się dobrze, porzucił studia i podjął się nisko płatnej pracy. Przełom w jego życiu nastąpił, gdy w 1997 roku ukazał się album Funcrusher Plus zespołu Company Flow. Postanowił wówczas poświęcić się karierze muzycznej. Jeden z członków Company Flow, El-P, po odejściu z zespołu i wytwórni Rawkus, założył wytwórnię Def Jux (później przemianowaną na Definitive Jux) wnosząc do niej wizję przedsiębiorczości, która dorównywała jego znaczącym umiejętnościom jako rapera i producenta. W 1998 roku Jeffrey Haynes wydał (już jako Mr. Lif) swój pierwszy singiel, „Elektro”, przyciągając uwagę wytwórni Grand Royal i Definitive Jux. Współpracując ściśle z producentem i szefem tej ostatniej, El-P, wydał w 2000 roku singiel „Enters the Colossus”, a po nim serię singli i EP-ek, docenionych przez krytyków. Przez kolejny rok koncertował wydając w tym czasie singiel „Cro-Magnon” i album koncertowy Live at the Middle East.
W 2002 roku ukazała się jego przełomowa EP-ka, Emergency Rations, będąca efektem współpracy z producentem Edanem i raperem Akrobatikiem. Znajdująca się na niej piosenka, „Home of the Brave”, w której artysta zawarł ostry komentarz polityczny, napisany w następstwie ataków terrorystycznych z 11 września 2001, to jeden z najbardziej prowokacyjnych protest songów, jaki kiedykolwiek powstał w hip-hopie. W tym samym roku ukazał się jego album, I Phantom, który razem z Emergency Rations sprzedał się w liczbie ponad 50 tysięcy kopii, co było znaczącym osiągnięciem, jak na standardy niezależnej wytwórni muzycznej.
W 2005 roku Mr. Lif powrócił do współpracy z Akrobatikiem, tworząc wspólnie z nim i z producentem Fakts One zespół The Perceptionists, który pod szyldem Definitive Jux wydał album Black Dialogue. Rok później wydał własny album, Mo' Mega, z gościnnym udziałem El-P, MURSa, Aesop Rocka i Blueprinta. Album I Heard It Today, wydany w 2009 roku przez Bloodbot Tactical Enterprises, zawierał jedne z najbardziej ostrych tekstów w jego karierze.
W 2011 roku Mr. Lif dołączył do Thievery Corporation jako wokalista i członek zespołu występującego na żywo. Zaśpiewany przez niego „Culture of Fear” stał się tytułowym utworem ich szóstego studyjnego albumu, zatytułowanego również Culture of Fear.
W 2016 roku nakładem Mello Music Group ukazał się jego kolejny album, Don't Look Down. W październiku tego samego roku ta sama wytwórnia wydała również album The Life & Death of Scenery, będący owocem jego współpracy z producentem L'Orange. W 2017 roku Mr. Lif i Akrobatik reaktywowali projekt The Perceptionists, czego efektem był album Resolution.
W 2020 roku Mr. Lif wspólnie z producentem Stu Bangasem powołał do życia swój najnowszy projekt, Vangarde, będący z jednej strony hołdem dla jego własnych, rapowych korzeni, a z drugiej – pretekstem do komentowania bieżących wydarzeń. Vangarde zadebiutował w kwietniu singlem „The New Normal” wywołując szybki odzew wśród fanów.
Mr. Lif jest 9-krotnym laureatem Boston Music Award, a jego utwory lub artykuly o nim pojawiały się między innymi w: MTV, Rolling Stone, Spin, The New York Times, The Village Voice, Entertainment Weekly i XXL.
Mr. Lif koncertował jako solista w ponad 20 krajach, współpracował z wieloma cenionymi przez krytyków muzykami, takimi jak Aesop Rock, Cut Chemist, The Polish Ambassador, Galactic, Chali 2na, Jedi Mind Tricks, El-P, DJ Q-bert, Del the Funky Homosapien, MURS i DJ Krush.

## Życie prywatne
Żonaty z Kanadyjką, z którą ma syna.